# Allan Cubitt
Allan Cubbit är en brittisk manusförfattare och tv-producent, mest känd för den irländsk-brittiska tv-serien The Fall.